# Broussey-Raulecourt
 Broussey-Raulecourt  là một xã thuộc tỉnh Meuse trong vùng Grand Est đông nam nước Pháp. Xã này nằm ở khu vực có độ cao trung bình 180 mét trên mực nước biển.
Thị trấn Broussey-en-Woëvre nằm ở tả ngạn sông Rupt de Mad, sông chảy theo hướng tây bắc qua thị trấn.